# 蒙武
蒙 武（もう ぶ、生没年不詳）は、中国戦国時代の秦の将軍。蒙驁の子。蒙恬・蒙毅の父。秦王政（後の始皇帝）に仕えた。

## 経歴
蒙驁の代に斉より秦へ移り住んだ。
秦王政23年（紀元前224年）、李信と蒙恬が楚に大敗すると、秦王政は王翦と蒙武に再び楚を攻めさせた。蒙武は王翦の裨将軍（副将）として共に60万の大軍を率いて楚軍を大いに破り、蘄南（現在の安徽省宿州市埇橋区南）で楚の大将軍項燕を討ち取った。
秦王政24年（紀元前223年）、蒙武は王翦と共に楚を攻め、楚王負芻を捕え、楚を滅ぼした（楚攻略）。
楚の滅亡については、司馬遷『史記』の中で二つの異なる記述が存在し、以上は『史記』楚世家、蒙恬列伝、王翦列伝等に基づく。
同書、秦始皇本紀によると、秦王政23年に王翦が楚を攻め、楚王（負芻であるかは不明）を捕らえて楚を滅ぼしている。その後、項燕は楚の公子であり秦の重臣でもあった昌平君を新たな楚王に擁立し、淮南で反乱を起こして楚を再興させた。翌年の秦王政24年に蒙武は王翦と共にこれを攻めて楚軍を破り、昌平君を戦死させ、項燕も自害させた。ここにおいて楚は完全に滅亡した。
蒙武に関する事績は、父の蒙驁や子の蒙恬に比して少ないが、司馬遷は「秦の天下統一にあたっては王氏と蒙氏の功績が大きく、その名は後世にまで伝わる」と記している。